# Siam Shade
Siam Shade (стилизованное под SIAM SHADE) — одна из самых известных японских хард-рок-групп за пределами Японии. Группа была одним из лидеров японской рок и visual kei-сцен в 1990-х, хотя и пришла к более повседневному виду после обретения статуса мейджора. Больше всего они известны своим синглом 1/3 no Junjou na Kanjou, ставшему саундтреком к аниме Rurouni Kenshin. Несмотря на распад в 2002 году, группа ещё раз собралась для благотворительных концертов в помощь пострадавшим от Землетрясения и Цунами в Японии в 2011 году.
После распада группы, Хидэки и Кадзума организовали дуэт Detrox, играющий альтернативный метал. До этого Хидэки выступал сольно в 2005—2006 годах, а также играл на клавишных и пел в группе Acid, которая исполняла альтернативный метал и эмокор, а также имела в своём составе трёх гитаристов. Но он покинул её в середине существования группы. Барабанщик группы Дзюн-Дзи, на данный момент является членом группы Bull Zeichen 88, исполняющей альтернативный метал с прогрессивными элементами. Остальные участники Siam Shade занялись сольной карьерой, наибольших успехов из них добился Дайта как гитарист-виртуоз.

## Состав
- Хидэки «Чак» Имамура (яп. 今村栄喜 Imamura Hideki), родился 29 января 1972 года — вокал
- Ясуси «Натин/Наттин» Накагава (яп. 中川泰 Nakagawa Yasushi), родился 15 октября 1971 года — бас-гитара
- Кадзума Эндо (яп. 遠藤一馬 Endou Kazuma), родился 26 февраля 1972 года — ритм-гитара, бэк-вокал
- Дайта Ито (яп. 伊藤大太 Itou Daita), родился 19 июня 1971 года — соло-гитара
- Дзюн-Дзи Сакума (яп. 佐久間淳士 Sakuma Junji), родился 30 марта 1973 года — Барабаны

## Дискография
Singles
- «Doll» (December 19, 1993, distributed for free at first one-man live)
- «Rain» (October 21, 1995) Oricon Singles Ranking: #49[4]
- «Time’s» (February 1, 1996) #44[4]
- «Why Not?» (February 21, 1997) #69[4]
- «Risk» (May 21, 1997) #42[4]
- «Passion» (July 30, 1997) #35[4]
- «1/3 no Junjou na Kanjou» (1/3の純情な感情, November 27, 1997) #3[4]
- «Glacial Love» (グレイシャルLOVE, May 13, 1998) #10[4]
- «Dreams» (August 5, 1998) #4[4]
- «Never End» (October 28, 1998) #9[4]
- «Kumori Nochi Hare» (曇りのち晴れ, February 24, 1999) #8[4]
- «Black» (September 15, 1999) #5[4]
- «1999» (September 29, 1999) #7[4]
- «Setsunasa Yori mo Tooku e» (せつなさよりも遠くへ, April 19, 2000) #10[4]
- «Life» (April 11, 2001) #13[4]
- «Adrenaline» (アドレナリン, September 27, 2001) #14[4]
- «Love» (November 28, 2001) #20[4]

Albums
- Siam Shade (December 10, 1994) Oricon Indies Ranking: #2
- Siam Shade II (November 11, 1995) Oricon Albums Ranking: #27[5]
- Siam Shade III (October 2, 1996) #20[5]
- Siam Shade IV — Zero (January 21, 1998) #3[5]
- Siam Shade V (December 2, 1998) #6[5]
- Siam Shade VI (July 26, 2000) #8[5]

Compilations
- Siam Shade VII (November 29, 2000) #23[5]
- Siam Shade VIII B-Side Collection (January 30, 2001) #17[5]
- Siam Shade IX A-Side Collection (March 6, 2002) #20[5]
- Siam Shade X ~Perfect Collection~ (November 27, 2002) #98[5]
- Siam Shade XI Complete Best ~Heart Of Rock~ (September 26, 2007) #26[5]
- Siam Shade XII ~The Best Live Collection~ (October 27, 2010) #23[5]
- Siam Shade Spirits 1993 (April 2012)

Various Artists Compilations
- Emergency Express 1994 (February 1, 1994)
- Tribute Spirits (May 1, 1999)
- Tokyo Rock City (November 6, 2007)
- Genten (October 6, 2010)
- Climax J-Rock History (December 22, 2010)

Tribute album
- Siam Shade Tribute (October 27, 2010)

Videos
- Siam Shade (VHS: March 1, 1997, DVD: December 6, 2000)
- Siam Shade V2 Clips '95 — '97 (VHS: March 1, 1998, DVD: December 6, 2000)
- Siam Shade V3 (VHS: March 20, 1999, DVD: December 16, 2000)
- Siam Shade V4 Tour 1999 Monkey Science Final Yoyogi (VHS: August 30, 1999, DVD: September 22, 1999)
- Siam Shade V5 (September 6, 2000)
- Siam Shade V6 Live Otoko ki (December 31, 2000)
- Siam Shade V7 Live in Budokan Legend of Sanctuary (March 27, 2002)
- Siam Shade V8 Start & Stand Up Live in Budokan 2002.03.10 (May 29, 2002)
- Siam Shade V9 The Perfect Clip (January 8, 2003)
- Siam Shade Spirits ~Return the Favor~ 2011.10.21 Saitama Super Arena (March 10, 2012)